# Il bacio con la finestra
Il bacio con la finestra è un dipinto di Edvard Munch del 1892, un olio su tela di 73cm x 92cm, conservato nella Galleria nazionale di Oslo di Oslo.
Il dipinto fa parte di un gruppo di opere chiamato Il fregio della vita, sul tema del ciclo della vita, della morte e dell'amore, che comprende dipinti realizzati dal 1893 al 1918. All'interno di questo tema Il bacio con la finestra esprime una tematica più volte trattata da Munch, quella del rapporto tra uomo e donna.
La coppia misteriosa ritratta in questo dipinto non mostra tenerezza e complicità. I volti sono nascosti nell'ombra di un abbraccio sensuale ma non gioioso. I corpi, indistinguibili l'uno dall'altro, sono avvinghiati in quella che appare più una lotta che un abbraccio amoroso. Le due figure sono nettamente decentrate contro ogni canone compositivo tradizionale, spinte verso il margine destro del quadro; esse accentuano un senso di furtività sottolineato anche dal locale modesto e disadorno, quasi che l'incontro sia casuale o segreto. Le tonalità fredde del dipinto rimandano alle atmosfere nordiche.
Le due figure abbracciate, impossibili da distinguere separatamente, rappresentano la perdita d'identità. Il rapporto tra uomo e donna si configura come tensione tra desiderio di amare e paura di amare. Il rapporto ambiguo è espresso  dalla fusione fisica delle due figure che si abbracciano nel tentativo di annullarsi o assimilarsi. In ciò Munch trasferisce quel doloroso senso di solitudine legate al suo vissuto personale.

## Descrizione
Il dipinto rappresenta due figure umane che si baciano all'interno di un locale, vicine ad una finestra da cui si intravede una via con vetrine illuminate e pochi passanti. A destra del quadro vediamo le due figure avvinte.
L'uomo è rappresentato di profilo con il braccio destro proteso in avanti in un abbraccio; delle gambe si individua la parte superiore; l'uomo indossa un abito blu dalla cui giacca si evidenzia una parte del colletto bianco di una camicia; del volto sono individuabili l'orecchio destro e pochi tratti relativamente al mento, al naso, all'occhio destro e alla fronte; i capelli sono corti di colore nero.
La donna è rappresentata in posizione frontale ma con il busto lateralmente tutto proteso verso il corpo dell'uomo; si distingue solo una parte del collo lasciato scoperto da un abito nero che presenta una profonda scollatura, non è individuabile il volto. Nella parte superiore a destra vediamo una parete del locale che è disadorna.
La coppia è posto accanto ad una finestra che ha una tenda dai colori che vanno dal bianco all'azzurro, raccolta in basso a destra. Dai vetri della finestra si vede una via con quattro vetrine illuminate inserite nel contesto di edifici con finestre buie e  una gialla. Si distinguono quattro passanti e un grande cipresso la cui altezza è rapportabile a quella degli edifici vicini. I vetri sono collocati in modo tale da dividere la finestra in quattro sezioni.
In basso a sinistra è collocata la firma del pittore.
I colori di tutta la composizione sono scuri, azzurri, blu e neri e le tonalità sono fredde. 